# Allmänna tull- och handelsavtalet
Allmänna tull- och handelsavtalet (engelska: General Agreement on Tariffs and Trade, GATT) är ett multilateralt handelsavtal som reglerar handel med varor över landgränser. Avtalet kom till med avsikten att öka den internationella handeln genom minskade tullavgifter, handelskvoter och andra handelshinder. Avtalet undertecknades den 30 oktober 1947 i Genève, Schweiz, och är sedan den 1 januari 1995 ett huvudavtal inom Världshandelsorganisationen (WTO). 
Avtalets huvudfokus är tullar och importkvoter, men ytterligare områden har över tid kommit att inkluderas. Två centrala grundprinciper är principen om mest gynnad nation (MGN) och principen om nationell behandling. MGN-principen innebär att en medlemsstat inte kan ge en annan fördelar (till exempel i form av sänkta tullar eller förmånliga importkvoter) utan att ge samma fördelar till samtliga avtalsparter. Principen om nationell behandling innebär att när en vara passerat tull- och landgräns får den inte behandlas mindre förmånligt än motsvarande inhemska varor genom till exempel skatter eller avgifter.
GATT var ursprungligen tänkt som ett första steg mot bildandet av en internationell handelsorganisation, International Trade Organization (ITO), men efter att förslaget om bildandet hade röstats ner under Bretton Woodskonferensen kom det istället att bli den permanenta grunden för dagens världshandelsregim.

## GATT:s rundor
Utvecklingen av GATT-avtalet sker under förhandlingsrundor. Just nu pågår den nionde, Doharundan, som med start i november 2001 med god marginal är den längsta hittills.

### Geneve 1947
GATT bildas med 23 signatorer, tänkt som en provisorisk övergångsreglering inför ITO:s införande.

### Uruguayrundan
WTO bildas.

## Böcker om GATT
- GATT och företaget – en handbok om världshandelns spelregler, av Peter Kleen, Industriförbundets Förlag, Stockholm, 1991. ISBN 91-7176-166-7
- GATT, WTO och miljön. Frihandel – den mäktiga hävstången, av Johan Hammarlund, JT:s förlag, Stockholm 1995.